# Thank ABBA for the Music
Thank ABBA for the Music è un medley musicale di canzoni originariamente interpretate dal gruppo musicale svedese ABBA ed interpretato da Steps, Tina Cousins, Cleopatra, B*Witched e Billie Piper. 
I brani musicali che compongono il medley sono Take a Chance on Me, Dancing Queen, Mamma Mia e Thank You for the Music. 

## Tracce
- CD (UK/Australia)

1. Thank ABBA for the Music (radio edit) – 4:07 (Benny Andersson, Björn Ulvaeus, Stig Anderson)
2. Thank ABBA for the Music (TTW 12-inch remix) – 6:29 (B. Andersson, Ulvaeus, S. Anderson)
3. Thank ABBA for the Music (karaoke) – 4:10 (B. Andersson, Ulvaeus, S. Anderson)

- CD (Europa)

1. Thank ABBA for the Music (radio edit) – 4:07 (B. Andersson, Ulvaeus, S. Anderson)
2. Thank ABBA for the Music (TTW 12-inch remix) – 6:29 (B. Andersson, Ulvaeus, S. Anderson)

## Formazione
- Tina Cousins – voce, cori
- Billie Piper – voce, cori

Cleopatra
- Cleo Higgins – voce
- Yonah Higgins – cori
- Zainam Higgins – cori

B*Witched
- Lindsay Armaou – cori
- Edele Lynch – voce
- Keavy Lynch – cori
- Sinead O'Carroll – cori

Steps
- Lee Latchford-Evans – voce, cori
- Claire Richards – voce, cori
- Lisa Scott-Lee – voce, cori
- Faye Tozer – voce, cori
- Ian "H" Watkins – voce, cori